# 中国人民解放军总直属军事检察院
中国人民解放军总直属军事检察院，位于北京市，隶属中央军委政法委员会，是中国人民解放军大单位军事检察院之一。

## 简介
中国人民解放军总直属军事检察院成立前，有中国人民解放军总直属队军事检察院、中国人民解放军总直属队第二军事检察院、中国人民解放军海军军事检察院、中国人民解放军空军军事检察院、中国人民解放军第二炮兵军事检察院、中国人民武装警察部队军事检察院。
- 中国人民解放军总直属队军事检察院：执行大军区级军事检察院的职权，管理军委办公厅、总政治部、总后勤部、总装备部、第二炮兵、军事科学院、国防大学、国防科技大学共八个军委直属大单位的军事检察工作。总直属队军事检察院的上级检察院是中国人民解放军军事检察院。本院没有下属的基层军事检察院。[1][2]
- 中国人民解放军总直属队第二军事检察院：1997年10月24日，中国人民解放军总参谋部通知，中央军委批准成立中国人民解放军总直属队第二军事检察院，执行大军区级检察院的权限。该检察院具有大军区级军事检察院职能，管辖中国人民解放军总参谋部所属部队、院校、研究所等单位的军事检察工作。其上级检察院是中国人民解放军军事检察院。本院没有下属的基层军事检察院。[3][4]
- 中国人民解放军海军军事检察院：管辖中国人民解放军海军所属部队、院校等单位的军事检察工作。
- 中国人民解放军空军军事检察院：管辖中国人民解放军空军所属部队、院校等单位的军事检察工作。
- 中国人民解放军第二炮兵军事检察院：2014年3月成立，管辖中国人民解放军第二炮兵所属部队、院校等单位的军事检察工作。[5]
- 中国人民武装警察部队军事检察院：管辖中国人民武装警察部队所属部队、院校等单位的军事检察工作。

2015年11月，中央军委主席习近平在军委改革工作会议上要求，“组建新的军委政法委，调整军事司法体制，按区域设置军事法院、军事检察院，确保它们依法独立公正行使职权。”2016年6月29日，中华人民共和国最高人民法院官网发布《关于重新编制发布军事法院代字的通知》（法〔2016〕142号），其中中国人民解放军总直属军事法院属于中级军事法院，法院代字“军07”，并且又新设中国人民解放军直属军事法院作为基层军事法院。与之配套分别成立中国人民解放军总直属军事检察院及其下属的中国人民解放军直属军事检察院。2016年7月报道称，中央军委政法委已在北京举行全军军事法院、军事检察院调整组建大会。

## 历任检察长
| 中国人民解放军总直属队军事检察院检察长 - 高建国（？—？） | 中国人民解放军总直属队第二军事检察院检察长 - 曹明毅 |

| 中国人民解放军海军军事检察院检察长 - 谢甫生 少将（？—1958年） - 吴西 少将（1958年—1959年） - 孙凤惠（？—？） - 周子良 海军大校（？—？） - 王炼锋 海军大校（？—？） - 许子贤 海军大校（？—？） | 中国人民解放军空军军事检察院检察长 - 何廷一 少将（？—？） - 姚士章（？—？） - 曾昭敏（？—？） - 刘潘之 空军大校（2003年—？） |

| 中国人民解放军第二炮兵军事检察院检察长 | 中国人民武装警察部队军事检察院检察长 …… - 雷明君 武警大校（？—？） …… |